# HD 126
HD 126 — звезда в созвездии Рыб на расстоянии около 293,5 световых лет от нас.

## Характеристики
HD 126 — звезда F-класса 7,803 величины, невидимая невооружённым глазом. Впервые в астрономической литературе она упоминается в каталоге Генри Дрейпера, изданном в начале XX века. Она имеет массу, равную 1,31 массы Солнца. Возраст звезды оценивается приблизительно в 2,7 миллиардов лет. Планет в данной системе пока обнаружено не было.